# Episode 1999: Live
Episode 1999: Live är ett debut livealbum av det amerikanska punkrockbandet Duff McKagan's Loaded. Albumet släpptes i maj 1999. Det spelades in under två spelningar i Los Angeles, Kalifornien - 17 mars på Al's Bar och 27 mars på The Opium Den. Alla låtar är skrivna av Duff McKagan, förutom låten Raw Power som är skriven av Iggy Pop och James Williamson.

## Låtlista
1. Sychopant 2:13
2. Shinin' Down 2:46
3. Seattlehead 4:16
4. Superman 3:11
5. Missing You 5:18
6. Then and Now 3:59
7. She's Got a Lot 3:04
8. Mezz 4:56
9. Ridin' Home 3:39
10. Raw Power (The Stooges cover)